# Alieke Tuin
Alieke Tuin (Winsum, 24 januari 2001) is een Nederlands voetbalspeelster die uitkomt voor FC Twente in de Vrouwen Eredivisie. Tuin werd bij haar vorige club Fortuna Sittard binnengehaald als linksbuiten, maar speelt doorgaans op de linksbackpositie. Zonder dat Tuin ooit deel uitmaakte van een nationale jeugdselectie, werd ze in november 2022 opgeroepen voor twee oefeninterlands van het Nederlands elftal.

## Clubcarrière
In haar jeugdjaren kwam Alieke Tuin uit voor VV Hunsingo en VV Winsum. Vervolgens kwam ze in de jeugdopleiding van sc Heerenveen terecht. Op 21 mei 2020 tekende Tuin haar eerste profcontract bij de Friezinnen. Op 6 september 2020 maakte Tuin haar debuut in de Vrouwen Eredivisie voor sc Heerenveen in een met 2-0 gewonnen uitwedstrijd bij Excelsior door in te vallen voor Williënne ter Beek in de 86ste minuut.
Tuin maakte op 21 april 2021 de overstap naar competitiegenoot VV Alkmaar. Voor de Alkmaarders tekende Tuin een éénjarig contract. Tuin maakte haar debuut voor VV Alkmaar op 27 augustus 2021 in een met 8-0 verloren uitwedstrijd tegen FC Twente door in de basis te starten. In de volgende wedstrijd, thuis tegen ADO Den Haag op 3 september 2021, wist Tuin haar eerste doelpunt in de Vrouwen Eredivisie te maken.
Op 8 juni 2022 maakte Tuin de overstap naar Fortuna Sittard dat in het seizoen 2022/23 debuteerde in de Vrouwen Eredivisie. Tuin maakte haar debuut voor Fortuna Sittard in een met 4-0 verloren uitwedstrijd bij Ajax op 16 september 2022. In een uitwedstrijd tegen Feyenoord maakte Tuin haar eerste doelpunt voor de Fortunezen. Op 1 november 2022 schreef Tuin geschiedenis door de eerste speelster van Fortuna Sittard te worden die werd opgeroepen voor het Nederlands elftal. In het seizoen 2023/24 kwam Tuin opnieuw uit voor de Limburgers. Door haar goede prestaties begon Tuin langzaamaan te dromen van een stap naar het buitenland.
Op 18 maart 2024 maakte FC Twente bekend Tuin vanaf het seizoen 2024/25 over te nemen van Fortuna Sittard. In Enschede tekende Tuin een contract tot medio 2026. Een dag later maakte Charlotte Hulst, die ook al tegelijkertijd met Tuin overstapte van vv Alkmaar naar Fortuna Sittard, dezelfde overstap naar FC Twente.

## Statistieken
| Seizoen | Club            | Competitie         | Competitie | Competitie | Beker | Beker | Overig | Overig | Totaal | Totaal |
| Seizoen | Club            | Competitie         | Wed.       | Dlp.       | Wed.  | Dlp.  | Wed.   | Dlp.   | Wed.   | Dlp.   |
| ------- | --------------- | ------------------ | ---------- | ---------- | ----- | ----- | ------ | ------ | ------ | ------ |
| 2020/21 | sc Heerenveen   | Vrouwen Eredivisie | 19         | 0          | 1     | 0     | 5      | 1      | 25     | 1      |
| 2021/22 | VV Alkmaar      | Vrouwen Eredivisie | 23         | 3          | 1     | 1     | 0      | 0      | 24     | 4      |
| 2022/23 | Fortuna Sittard | Vrouwen Eredivisie | 20         | 1          | 2     | 0     | 2      | 0      | 24     | 1      |
| 2023/24 | Fortuna Sittard | Vrouwen Eredivisie | 17         | 2          | 2     | 0     | 0      | 0      | 19     | 2      |
| 2024/25 | FC Twente       | Vrouwen Eredivisie | 22         | 3          | 4     | 0     | 12     | 2      | 38     | 5      |
| Totaal  | Totaal          | Totaal             | 101        | 6          | 10    | 1     | 19     | 2      | 130    | 9      |

Bijgewerkt t/m 14 juli 2025.